# 四智
四智（しち）とは、仏教において仏・羅漢などが持つ4種の智慧を言う。

## 仏における智慧
唯識派においては、大円鏡智（だいえんきょうち）、平等性智（びょうどうしょうち）、妙観察智（みょうかんざっち）、成所作智（じょうしょさち）のことをいい、密教においてはそれぞれ金剛智・灌頂智・蓮華智・羯磨智をいう。なお、密教では四智のほかに大日如来の智である法界体性智を合わせて五智とする。

## 四諦における智慧
仏教における四諦（苦諦・集諦・滅諦・道諦の四つの真理）を悟るための智で、我生已尽智・梵行已立智・所作已辧已智・不受後有智をいう。

## 大智度論における智
大智度論において仏にいたる智を四つに分けたもので、道慧・道種慧・一切智・一切種智のことを言う。